# Ayutthaya

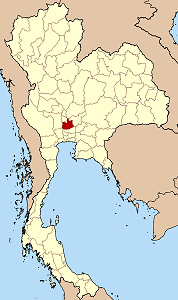
Ubicación geográfica en el mapa de Tailandia.

Ayutthaya (nombre completo: Phra Nakhon Si Ayutthaya, tailandés: พระนครศรีอยุธยา; también Ayudhya) es la ciudad capital de la provincia de Ayutthaya en Tailandia.

## Patrimonio de la Humanidad
Las ruinas de la antigua capital son hoy el Parque histórico de Ayutthaya, que fue reconocido como Patrimonio de la Humanidad por la Unesco en el año 1991.

## Geografía
El trazado y ubicación de Ayutthaya fueron estrechamente ligados al agua, ya que se localiza en la confluencia de tres ríos, el Chao Phraya, el Lopburi y el Pa Sak, con la ciudad histórica ubicada en una península formada por una curva del río Chao Phraya.  Adicionalmente se construyeron canales para facilitar la comunicación dentro de la ciudad, lo que la convirtió en una isla.

## Historia
La ciudad fue fundada en 1350 por el rey U-Thong, que la hizo capital de su reino, a menudo mencionado como Reino de Ayutthaya o Siam. En 1767 la ciudad fue destruida por el ejército birmano en el curso de la guerra birmano-siamesa, en que se raptó a la mayoría de la familia real y a 90.000 personas, y las ruinas de la vieja ciudad forman ahora el parque histórico de Ayutthaya. La ciudad nueva fue fundada a solo unos kilómetros al este de aquella, a unos 80 km al norte de Bangkok. La capital fue trasladada a Thon Buri.
Hacia el siglo XVII se había convertido en un importante puerto internacional con gran actividad comercial. Comerciaban con madera de teca, madera de sándalo, azúcar, cueros, marfil, pieles, sedas y productos de la artesanía local, así como con artículos que llegaban de Japón y China.

## Galería

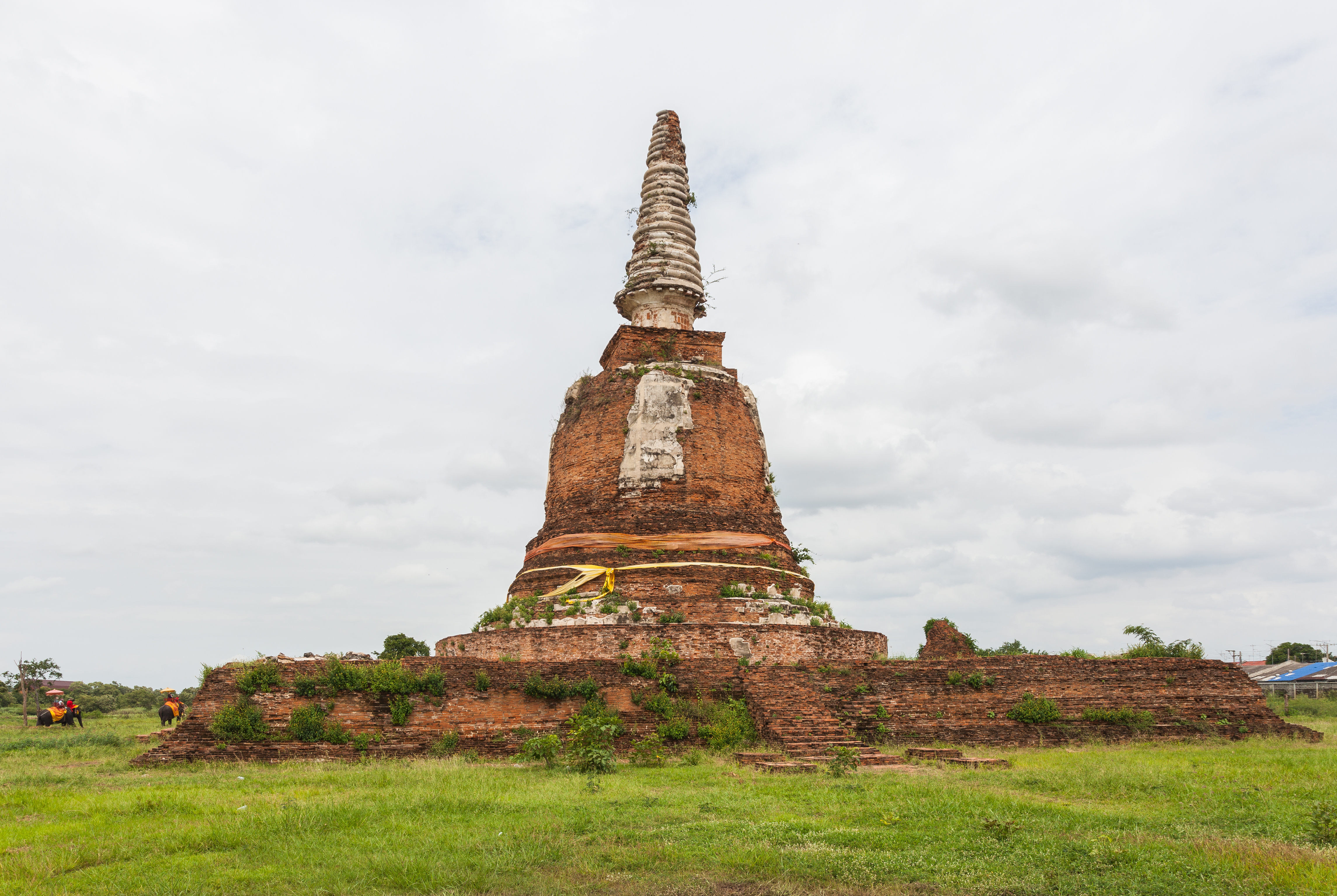
Templo Chang.
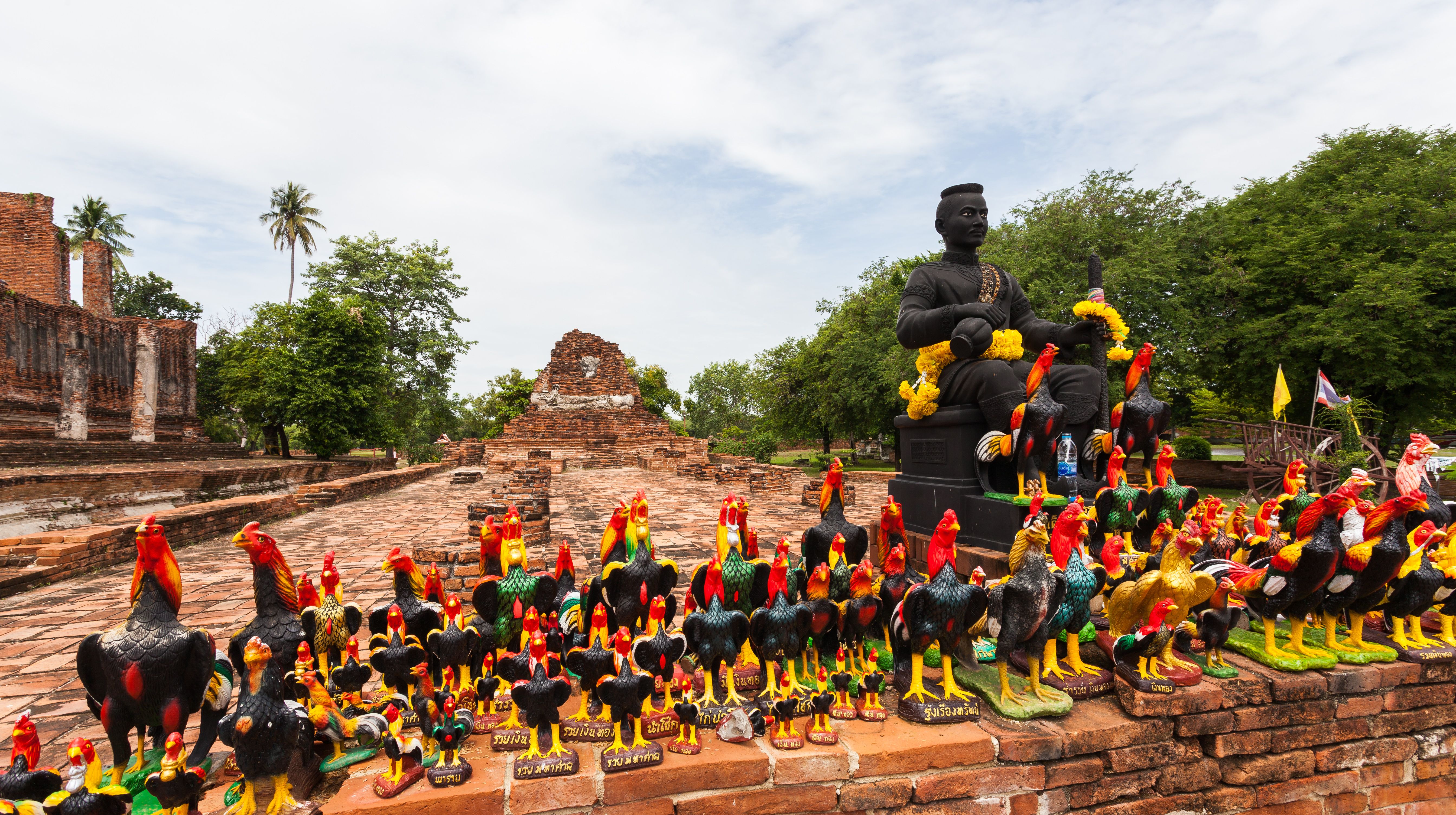
Templo Thammikarat.
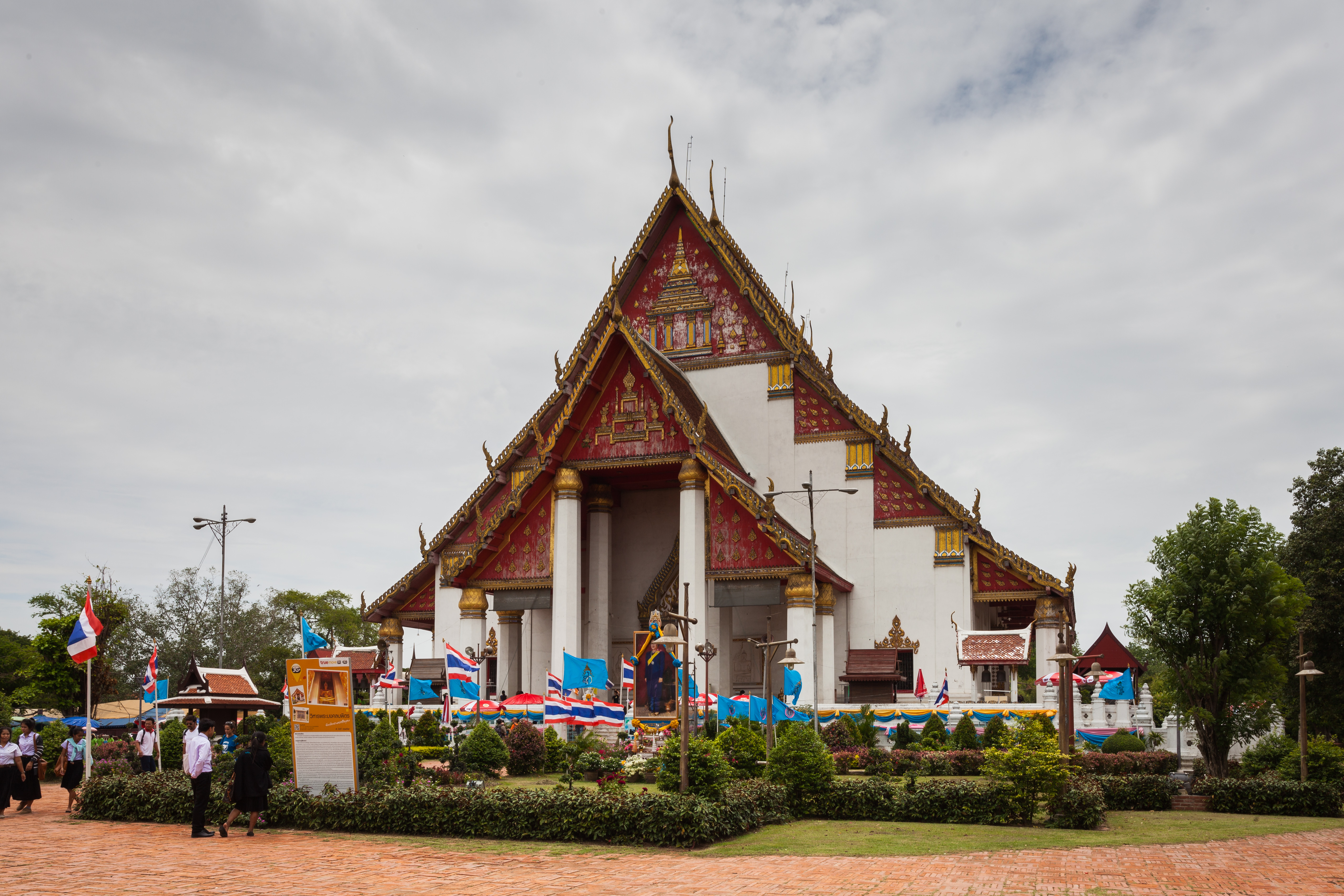
Wihan Phra Mongkhon Bophit.
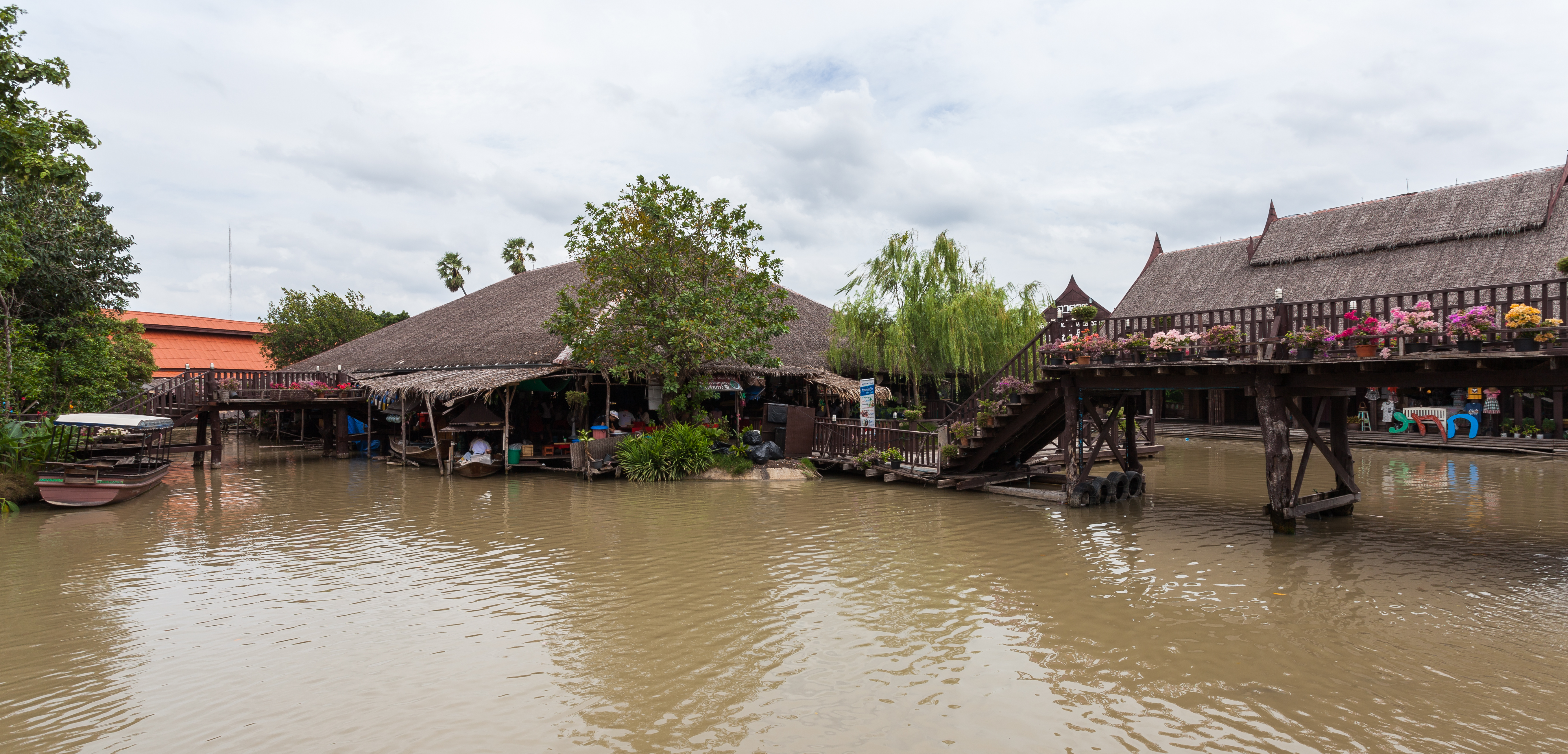
Mercado flotante de Ayutthaya.
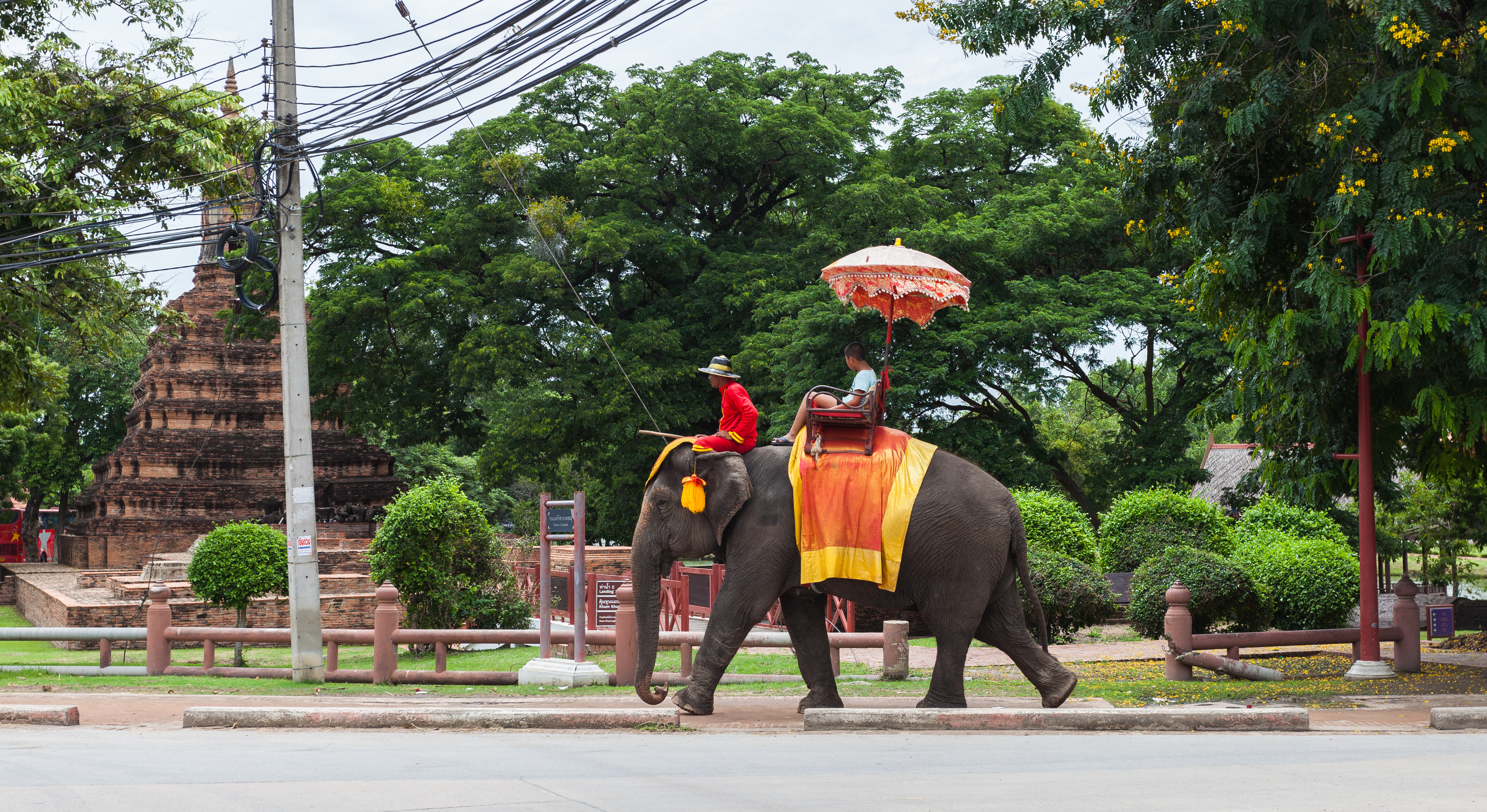
Elefante con turistas.
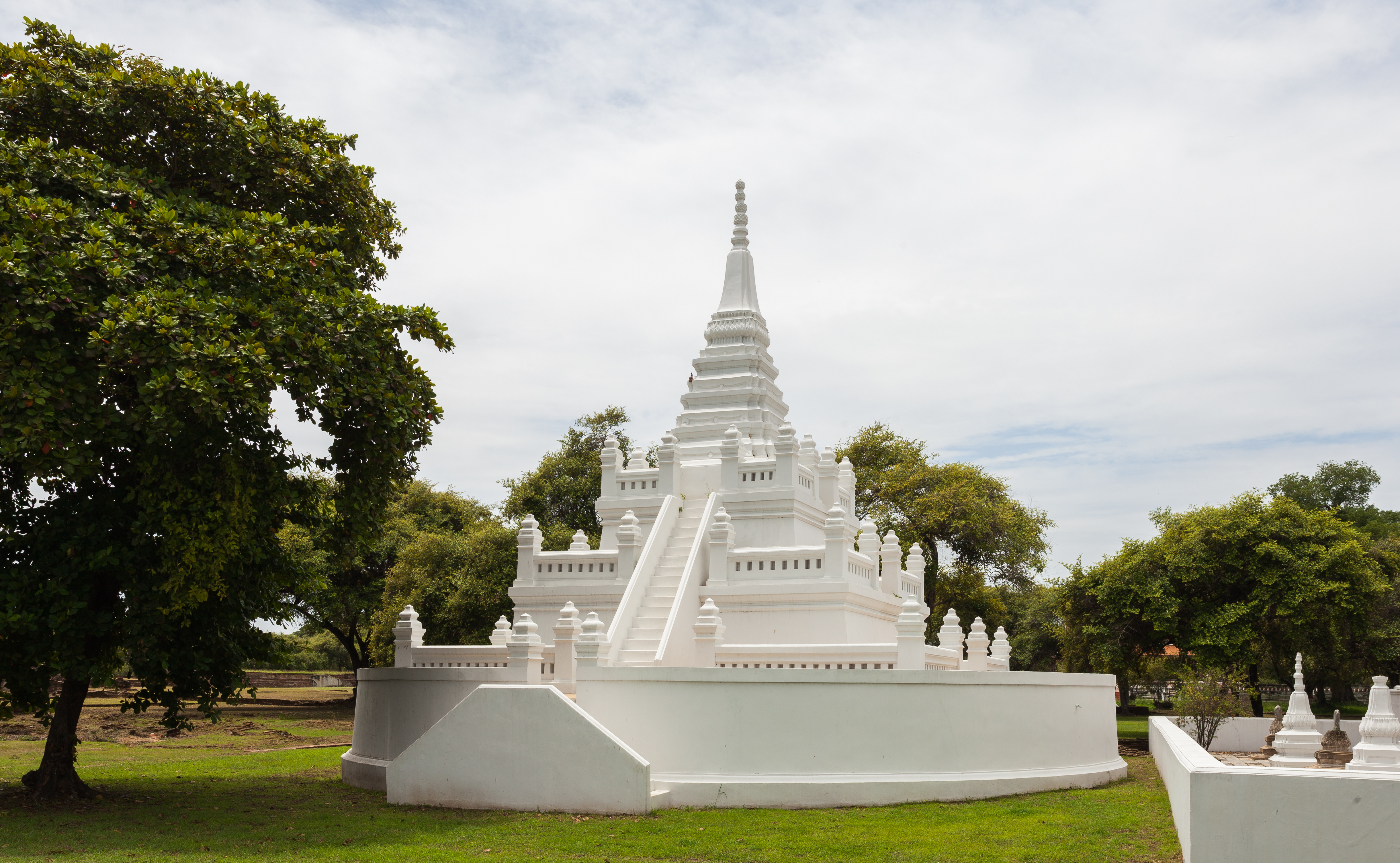
Pratuchai.
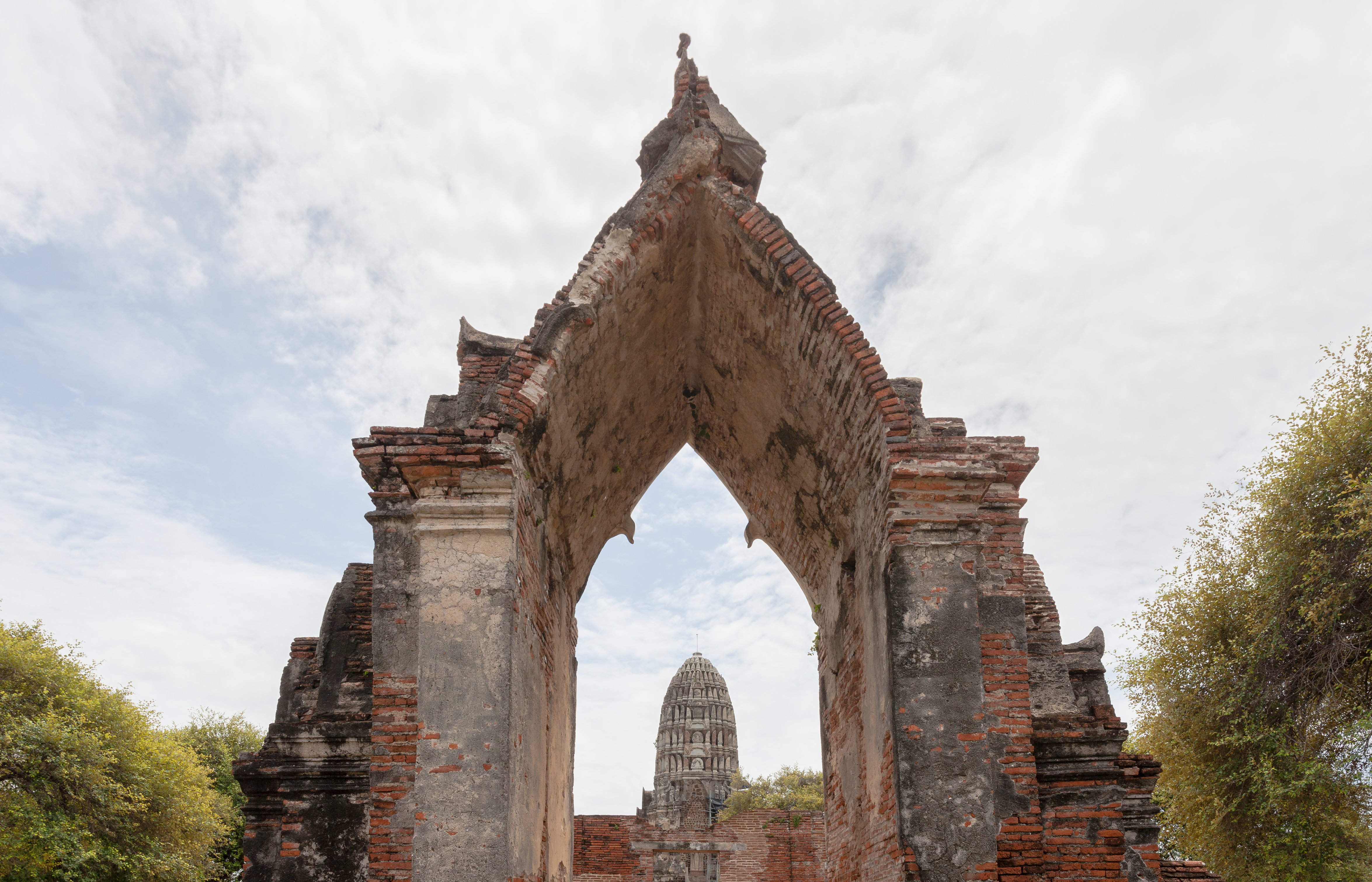
Templo Mahathat.
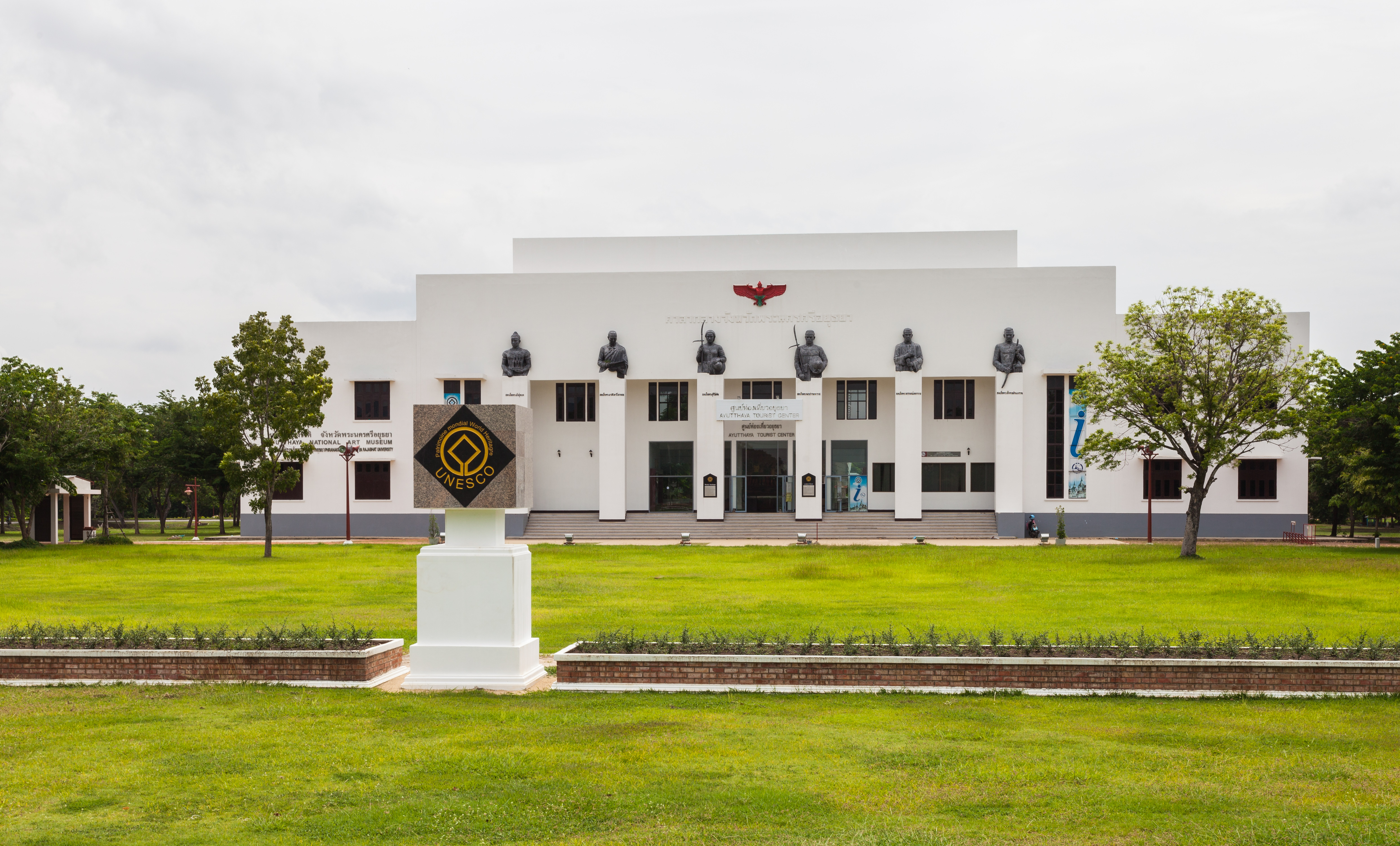
Centro turístico.